# Élections générales uruguayennes de 2014
Les élections générales uruguayennes de 2014 se tiennent le 26 octobre 2014, pour élire le président de la république orientale de l'Uruguay, ainsi que les parlementaires des deux chambres de son parlement. Un référendum sur l'abaissement de la majorité pénale est organisé simultanément.
Aucun candidat à la présidentielle n'ayant obtenu plus de 50 % des suffrages, un second tour a lieu le 30 novembre 2014. Il oppose Tabaré Vazquez, du Front large et Luis Lacalle, du Parti national. Ce dernier, cancérologue de 74 ans, était déjà devenu en 2004 le premier président de gauche dans le pays, avant de passer la main à José Mujica, la constitution n'autorisant pas les mandats consécutifs. Luis Lacalle Pou, 41 ans, est quant à lui le fils de l'ancien président Luis Alberto Lacalle, au pouvoir de 1990 à 1995. Tabaré Vazquez l'emporte finalement avec près de 57 % des voix. Dans un discours, il appelle à une nouvelle approche face aux «nouveaux défis» du pays.

## Candidats
Les partis politiques désignent leurs candidats à l'élection présidentielle aux élections primaires du 1er juin 2014.

### Front large
Le président uruguayen José Mujica ne peut se représenter à cette élection.
- Tabaré Vázquez, médecin, ancien président de la République (2005-2010), avec un regard critique sur la récente légalisation du cannabis[1],[2]
- Constanza Moreira, sociologue et sénatrice[1],[2]

### Parti national
- Jorge Larrañaga, avocat et sénateur[1],[3]
- Luis Alberto Lacalle Pou, avocat et député (fils du président Luis Alberto Lacalle)[1],[3]
- Álvaro Germano, avocat[1]
- Alfredo Oliú, employé public[1]

### Parti Colorado
- Pedro Bordaberry, avocat et sénateur (fils du président Juan María Bordaberry)[1],[4]
- José Amorín Batlle, avocat et sénateur[1]
- Manuel Flores Silva, professeur[1]

### Parti indépendant
- Pablo Mieres, avocat, sociologue et professeur[1]

### Autres partis
- Unité populaire : Gonzalo Abella, historien[1]
- Union pour le changement : Marcelo Fuentes
- Parti de la Concertation : José Luis Vega
- Parti des travailleurs : Rafael Fernández
- Parti écologiste radical intransigeant : César Vega
- Unis pour nos richesses naturelles : Beatriz Banchero

## Sondages

Moyenne lissée des sondages pré électoraux

## Résultats
Le Front large conserve la présidence ainsi que la majorité à la chambre et au sénat, le vice président devenant d'office président de la chambre haute.
|                        |                                               |                                          |              |              |             |               |         |               |        |               |  |  |  |  |
| Parti                  | Parti                                         | Candidats à la présidence et colistiers  | Premier tour | Premier tour | Second tour | Second tour   | Sièges  | Sièges        | Sièges | Sièges        |  |  |  |  |
| Parti                  | Parti                                         | Candidats à la présidence et colistiers  | Votes        | %            | Votes       | %             | Chambre | +/–           | Sénat  | +/–           |  |  |  |  |
|                        | Front large (FA)                              | Tabaré Vázquez Raúl Fernando Sendic      | 1 134 187    | 49,45        | 1 226 105   | 56,63         | 50      | en stagnation | 15     | 1             |  |  |  |  |
|                        | Parti national (PN)                           | Luis Alberto Lacalle Pou Jorge Larrañaga | 732 601      | 31,94        | 939 074     | 43,37         | 32      | 2             | 10     | 1             |  |  |  |  |
|                        | Parti Colorado (PC)                           | Pedro Bordaberry Germán Coutinho         | 305 699      | 13,33        |             |               | 13      | 4             | 4      | 1             |  |  |  |  |
|                        | Parti indépendant (PI)                        | Pablo Mieres Conrado Ramos               | 73 379       | 3,20         | 3           | 1             | 1       | 1             |        |               |  |  |  |  |
|                        | Unité populaire (UP)                          | Gonzalo Abella Gustavo López             | 26 869       | 1,17         | 1           | 1             | 0       | en stagnation |        |               |  |  |  |  |
|                        | Parti écologiste radical intransigeant (PERI) | César Vega Richard Álvarez               | 17 835       | 0,78         | 0           | Nv.           | 0       | Nv.           |        |               |  |  |  |  |
|                        | Parti des travailleurs (PT)                   | Rafael Fernández Andrea Revuelta         | 3 218        | 0,14         | 0           | en stagnation | 0       | en stagnation |        |               |  |  |  |  |
|                        |                                               |                                          |              |              |             |               |         |               |        |               |  |  |  |  |
| Votes valides          | Votes valides                                 | Votes valides                            | 2 293 788    | 96,70        | 2 165 179   | 93,28         |         |               |        |               |  |  |  |  |
| Votes blancs/Invalides | Votes blancs/Invalides                        | Votes blancs/Invalides                   | 78 329       | 3,30         | 156 051     | 6,72          |         |               |        |               |  |  |  |  |
| Total                  | Total                                         | Total                                    | 2 372 117    | 100          | 2 321 230   | 100           | 99      | en stagnation | 30     | en stagnation |  |  |  |  |
| Abstention             | Abstention                                    | Abstention                               | 248 674      | 9,49         | 299 561     | 11,43         |         |               |        |               |  |  |  |  |
| Inscrits/participation | Inscrits/participation                        | Inscrits/participation                   | 2 620 791    | 90,51        | 2 620 791   | 88,57         |         |               |        |               |  |  |  |  |